# Kevin Allen (giocatore di football americano)
Kevin Eugene Allen (Cincinnati, 21 giugno 1963) è un ex giocatore di football americano statunitense che ha militato nel ruolo di offensive tackle nella National Football League (NFL), nella World League of American Football (WLAF) e nell'Arena Football League.

## Carriera
Al college Allen giocò a football all'Università dell'Indiana. Fu selezionato dai Philadelphia Eagles come nono assoluto Draft NFL 1985. La sua carriera iniziò contro i New York Giants, in una gara in cui gli avversari misero a segno 8 sack. A metà stagione era già relegato negli special team. Nel pre-campionato successivo gli Eagles tentarono di spostarlo nel ruolo di centro. L'allenatore degli Eagles Buddy Ryan aveva una così bassa opinione di Allen che una volta lo descrisse come qualcuno che potrebbe essere utile solo se "vuoi qualcuno che stia in piedi e ammazzi l'erba... sembra un rifiuto dalla USFL." Nel 2011 Deadspin classificò Allen come il quarto peggior giocatore della storia della NFL, notando che "La nona scelta assoluta da Indiana aveva un modo speciale di bloccare i difensori avversari. Si sporgeva in avanti, dopo di che cadeva a terra." e "Gli Eagles non hanno mai avuto una combinazione di cattiva persona-cattivo giocatore che potesse eguagliare questo tizio." Quando Allen saltò un allenamento per essere ricoverato in un ospedale locale per disidratazione, Buddy Ryan disse alla stampa: 'Intendete il Generale?' Lo chiamiamo tutti così, sapete? Per General Hospital.
Dopo una stagione da rookie negativa, Allen risultò positivo alla cocaina durante il training camp 1986. Gli Eagles lo svincolarono nell'ottobre 1986. Qualche giorno dopo, Allen e il suo compagno di stanza, Scott Cartwright, furono incriminati per violenza sessuale. Allen fu condannato a 15 anni di prigione, scontando 33 mesi, mentre Cartwright fu condannato a sette anni. La NFL lo sospese a vita poco dopo.
Nella primavera del 1991, la sospensione di Allen fu revocata. Dopo avere fallito dei provini con i Cincinnati Bengals e i San Francisco 49ers, firmò con i Kansas City Chiefs, i quali lo assegnarono agli Orlando Thunder della World League of American Football, dove divenne il tackle destro titolare. In seguito si trasferì nell'Arena Football League dove giocò per tre squadra.